# Boris Johnson
Alexander Boris de Pfeffel Johnson, född 19 juni 1964 på Manhattan i New York i USA, är en brittisk politiker (konservativ) och journalist. Han var Storbritanniens premiärminister 2019–2022, och var den premiärminister som tog Storbritannien ut ur Europeiska unionen.
Han var Londons borgmästare åren 2008–2016 och därefter Storbritanniens utrikesminister åren 2016–2018. Före sin politiska karriär var han redaktör för The Spectator och kolumnist i The Daily Telegraph. Den 23 juli 2019 valdes Johnson till konservativa partiets ledare och tillträdde som premiärminister i Storbritannien dagen efter.

## Biografi
Boris Johnson föddes på Manhattan i New York i USA, men växte sedan huvudsakligen upp i London och Somerset. Han är äldst av fyra barn. Hans farfarsfar Ali Kemal var inrikesminister i Damat Ferid Pasha Efendis osmanska regering och blev mördad under turkiska frihetskriget. "Alexander" är hans egentliga huvudsakliga förnamn, men han föredrog så småningom att istället använda sig av andranamnet Boris. Han är son till Stanley Johnson (f. 1940), författare och konservativ politiker, ledamot av Europaparlamentet och verksam vid Världsbanken, och konstnären Charlotte Johnson Wahl (1942–2021).
Johnson studerade vid Primrose Hill Primary School, European School of Brussels, Ashdown House School, Eton College och Oxfords universitet – han tillhörde Balliol College i Oxford. Efter studierna gjorde han sig ett namn som journalist, och inledde den karriären på The Times, från vilken han dock fick sparken. Han blev senare redaktör för The Spectator och euroskeptisk kolumnist i The Daily Telegraph.
Johnson gifte sig 1987 med Allegra Mostyn-Owen, paret skilde sig 1993. Samma år gifte han om sig med Marina Wheeler med vilken han fick fyra barn; två döttrar och två söner. Paret separerade 2018 och skilde sig i februari 2020. Johnson hade en utomäktenskaplig affär med en kvinna som han fick en dotter med 2009. Sedan 2019 lever Johnson tillsammans med Carrie Symonds. De gifte sig den 29 maj 2021. Johnson blev därmed den första sittande brittiska premiärministern att gifta sig sedan 1822. Paret har två gemensamma barn, en son född i april 2020 och en dotter född i december 2021.
I mars 2020 insjuknade Johnson i covid-19 och blev i början av april inlagd på sjukhus. Senare tillfrisknade han från sjukdomen.

## Politisk karriär
Johnson tillhör det konservativa partiet, och anses tillhöra partiets one-nation conservatism-flygel.[källa behövs] Han valdes in som parlamentsledamot i underhuset 2001. År 2008 avgick han som ledamot efter att han valts till Londons borgmästare efter att ha besegrat sittande borgmästare Ken Livingstone i borgmästarvalet samma år. Johnson återvaldes till denna post 2012, men lämnade den 2016 efter att inte ha ställt upp till omval. Han hade då återigen blivit invald i parlamentet i valet 2015.
Inför folkomröstningen om Storbritanniens medlemskap i EU 2016 var Johnson en av de mest framträdande förespråkarna för den vinnande utträdeslinjen (Brexit). När premiärminister David Cameron aviserade sin avgång direkt efter denna folkomröstning, betraktades Johnson som en trolig kandidat att efterträda Cameron som landets premiärminister och partiledare för det konservativa partiet. Efter att Michael Gove ställde upp som kandidat valde dock Johnson att själv inte ställa upp, då han hade räknat med stöd från Gove. Segrare blev Theresa May, som  utnämnde Johnson till utrikesminister i sin regering. Johnson meddelade sin avgång från ministerposten i juli 2018, efter att även brexitministern David Davis avgått och med hänvisning till Mays hantering av Brexitfrågan.
Efter att Theresa May i slutet av maj 2019 tillkännagav sin avgång som premiärminister och partiledare, ställde Johnson upp som partiledarkandidat, och var då favorittippad på grund av sin popularitet bland partiets medlemmar. I den första valomgången bland de konservativa underhusledamöterna, som genomfördes den 13 juni 2019, blev Johnson den kandidat som fick flest röster. Johnson fick flest röster även i de följande omröstningarna fram till den 20 juni 2019, och gick tillsammans med Jeremy Hunt vidare till en slutomröstning bland konservativa partiets medlemmar. Den 23 juli 2019 stod det klart att Boris Johnson skulle bli ny premiärminister efter att han fått nästan dubbelt så många röster som Hunt i medlemsomröstningen.
Efter att parlamentet inte kunnat nå en majoritet i frågan om Storbritanniens utträde ur EU drev Johnson igenom ett nyval till parlamentet 12 december 2019. Valet blev en framgång för det konservativa partiet, som vann en klar egen majoritet, och efter det kunde Johnsons regering få igenom sitt förslag till Brexit-avtal, varpå Storbritannien lämnade EU 31 januari 2020.
Den 7 juli 2022, till följd av omfattande politiska skandaler, bland annat att Johnson och hans medarbetare brutit mot restriktionerna under covid-19-pandemin, aviserade Johnson sin avgång som partiledare och premiärminister. Den 6 september 2022 lämnade Johnson sin avskedsansökan till drottning Elizabeth II, vid en kort ceremoni på Balmoral Castle i Skottland. I juni 2023 avgick han även som parlamentsledamot.